# Oahu

Vị trí Oahu tại Hawaii

Oahu (phát âm /oʊˈɑːhuː/ trong tiếng Anh) hay Oʻahu (oˈʔɐhu) trong tiếng Hawaii), là đảo lớn thứ ba trong quần đảo Hawaii và là đảo đông dân nhất ở tiểu bang Hawaii. Thủ phủ Honolulu của tiểu bang nằm ở bờ biển phía đông nam của đảo. Tổng diện tích 1545,4 km 2, là đảo lớn thứ 20 tại Hoa Kỳ. Hòn đảo là kết quả từ sự phun trào của hai núi lửa riêng biệt là Waiʻanae vàKoʻolau. Chiều dài lớn nhất là 44 dặm (71 km) và chiều rộng lớn nhất là 30 dặm (48 km). Chiều dài bờ biển là 227 dặm (365 km). Điểm cao nhất là Núi Ka'ala cao 4.003 foot (1.220 m) trên mực nước biển.

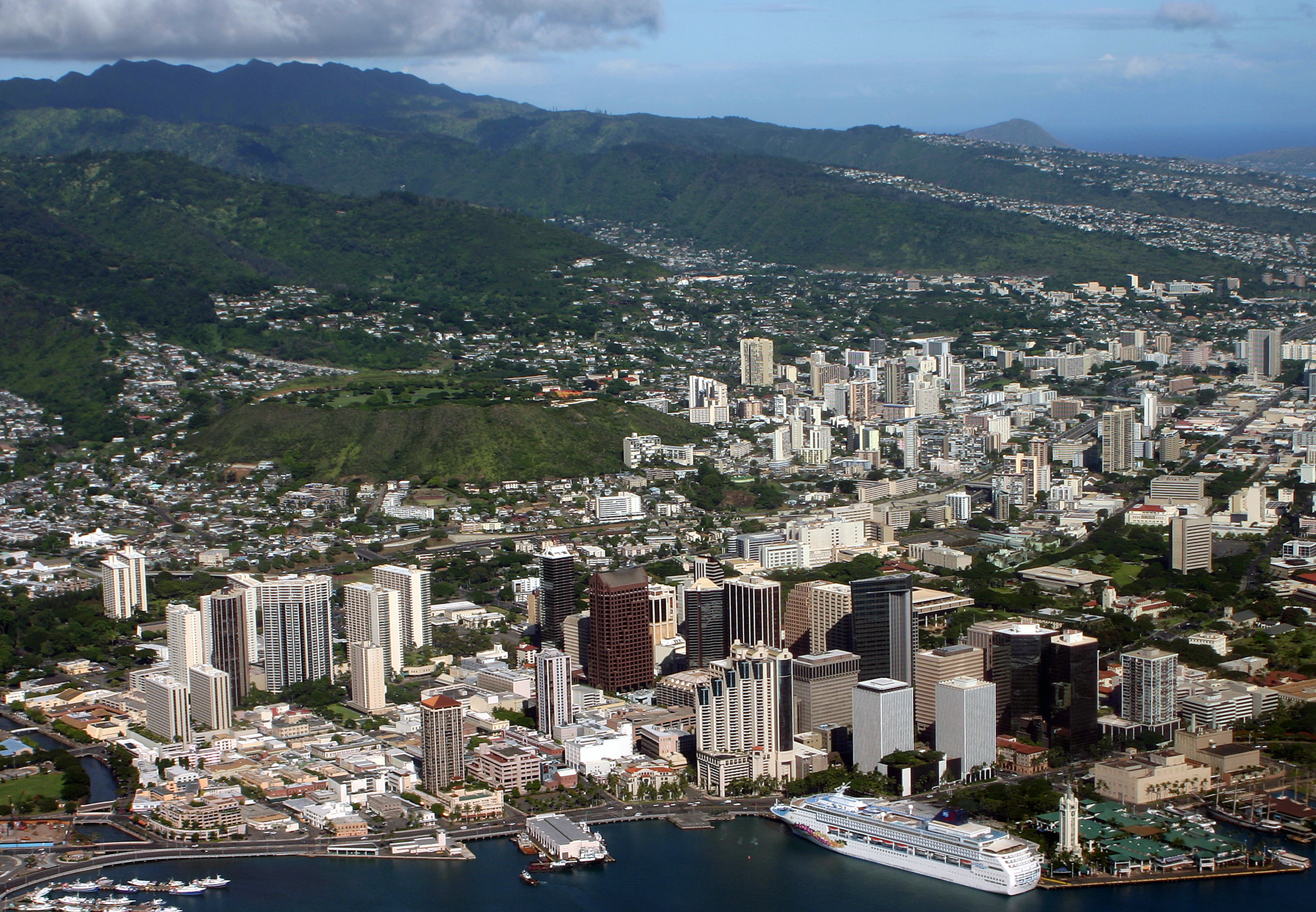
Trung tâm Honolulu

Hòn đảo này có khoảng 907.210 người (khoảng 75% dân số thường trú của tiểu bang, khoảng 75% những người sống ở đảo là ở Honolulu).
Ngày nay, Oahu đã trở thành một thiên đường du lịch và mua sắm với hơn năm triệu du khách mỗi năm (chủ yếu là từ lục địa Hoa Kỳ và Nhật Bản) với những kỳ nghỉ trên quần đảo Hawaii và những trải nghiệm về đa dạng văn hóa trên đảo.